# Konolfingen (district)
Het district Konolfingen in het kanton Bern met als hoofdplaats Schlosswil omvat 31 gemeenten met een totale oppervlakte van 214 km²:
| Gemeentenaam               | Inwoners (1.1.2005) | Oppervlakte (km²) |
| -------------------------- | ------------------- | ----------------- |
| Aeschlen bei Oberdiessbach | 311                 | 4,9               |
| Allmendingen               | 488                 | 3,8               |
| Arni                       | 982                 | 10,4              |
| Biglen                     | 1751                | 3,6               |
| Bleiken bei Oberdiessbach  | 394                 | 3,4               |
| Bowil                      | 1420                | 14,7              |
| Brenzikofen                | 518                 | 2,2               |
| Freimettigen               | 380                 | 2,9               |
| Grosshöchstetten           | 3129                | 3,4               |
| Häutligen                  | 241                 | 3,0               |
| Herbligen                  | 534                 | 2,7               |
| Kiesen                     | 724                 | 4,7               |
| Konolfingen                | 4667                | 12,8              |
| Landiswil                  | 653                 | 10,3              |
| Linden                     | 1318                | 13,3              |
| Mirchel                    | 521                 | 2,4               |
| Münsingen                  | 10.993              | 8,5               |
| Niederhünigen              | 636                 | 5,4               |
| Oberdiessbach              | 2788                | 8,2               |
| Oberhünigen                | 321                 | 6,0               |
| Oberthal                   | 789                 | 10,6              |
| Oppligen                   | 610                 | 3,4               |
| Rubigen                    | 2493                | 7,0               |
| Schlosswil                 | 661                 | 3,5               |
| Tägertschi                 | 329                 | 3,6               |
| Trimstein                  | 494                 | 3,6               |
| Walkringen                 | 1867                | 17,2              |
| Wichtrach                  | 3909                | 11,6              |
| Worb                       | 11.063              | 21,0              |
| Zäziwil                    | 1544                | 5,4               |

Aarberg · Aarwangen · Bern · Biel · Büren · Burgdorf · Courtelary · Erlach · Fraubrunnen · Frutigen · Interlaken · Konolfingen · Laupen · Moutier · La Neuveville · Nidau · Niedersimmental · Oberhasli · Obersimmental · Saanen · Schwarzenburg · Seftigen · Signau · Thun · Trachselwald · Wangen